# Scutigerella immaculata
Espèce
Synonymes
- Scolopendrella immaculata Newport, 1845
(protonyme)

Scutigerella immaculata, la scutigerelle, est une espèce de myriapodes (« mille-pattes ») symphyles de la famille des Scutigerellidae.

## Description
Ce petit myriapode blanc translucide mesure de 5 à 8 millimètres de long et possède douze paires de pattes à l'état adulte. La larve n'en a que six avant sa première mue, gagnant un segment au fil de celles-ci, jusqu'au stade adulte, après sa septième mue.

## Écologie
Ce symphyle est notamment connu pour les dégâts qu'il peut occasionner sur les plantes cultivées, quand il complète son menu d'algues et de champignons par les extrémités des racines de plantes, extrémités qui portent les poils absorbants essentiels à l'absorption de l'eau et des minéraux.

## Distribution
Cette espèce a une répartition cosmopolite, parfois trogloxène.